# コモード56商店街

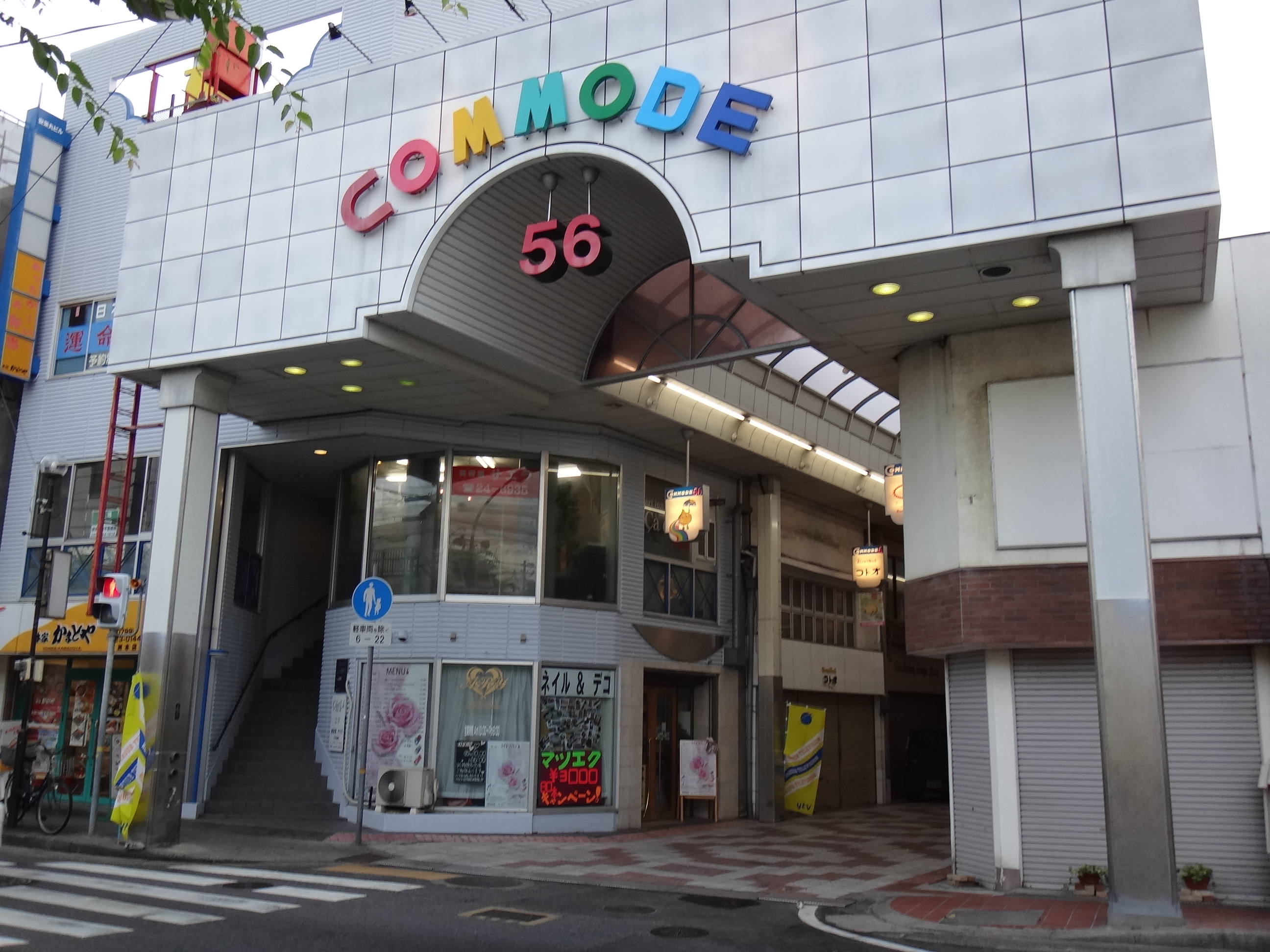
堀端筋（三井住友銀行・洲本支店前）からの入口

コモード56商店街（コモード56しょうてんがい）は、兵庫県洲本市本町五丁目から六丁目にある商店街。本町56商店街協同組合を組織し、本町商店街の一部を構成する。

## 商店街内での行事
- たまねぎ早食い選手権 - 8月下旬の日曜日（日本テレビの24時間テレビ 「愛は地球を救う」放送日）

### ギネス世界記録
工藤祥
玉ねぎ（210グラムのタマネギ1個45秒、2009年8月30日達成）
山口悠介
玉ねぎ（210グラムのタマネギ1個29秒56、2014年1月1日達成）
- ニューイヤーフェスティバル - 12月31日深夜から元旦の早朝
- 8月第1日曜日の前々日・前日の金・土曜日の淡路島まつり・おどり大会でのルートとなっている。